# California Dream
《California Dream》는 2009년 1월 6일 발매된 씨야의 2.5집 정규 음반이다.

## 특징
씨야의 2.5집 앨범인 "California Dream"에는 지난 2007년 12월 20일에 발매된 디지털 싱글 곡인 《슬픈 발걸음 (구두 II)》를 비롯하여 《그래도 좋아》, 《Classic》등 총 3곡이 새롭게 수록되었다.
또한 김연지와 브라운 아이드 걸스의 제아가 2006년에 발매한 싱글인 To My Lover에 수록된 노래인 《The Day》, 《정 (情)》, 영화 못말리는 결혼의 O.S.T로 남규리가 불렀던 《깊은 밤을 날아서》, 남규리와 F.T. Island의 이홍기가 함께 부른 시트콤 못말리는 결혼의 O.S.T 수록곡인 《요즘 나는》, 이보람이 불렀던 드라마 풀하우스의 O.S.T 수록곡인 《처음 그 자리에》등 씨야의 멤버들이 다른 앨범에 참여했던 곡들을 씨야 식으로 재 편곡하여 수록하였다.
앨범 자켓은 "California Dream"이라는 타이틀에서 알 수 있듯이 미국 캘리포니아주의 로스앤젤레스와 라스베이거스 등지가 배경이 되었다.

## 뮤직 비디오
타이틀 곡인 《슬픈 발걸음 (구두 II)》의 뮤직비디오에서 씨야의 리더인 남규리는 주위 사람들에게 배신을 당하고, 자살을 택하는 호스티스의 역할을 연기하여 주목을 받았다. 또한 이 뮤직 비디오에서는 씨야의 다른 멤버인 이보람과 김연지가 남규리의 친구 역으로 잠시 출연하였으며, 초신성의 멤버인 박건일이 남규리의 동생 역으로, 영화 배우 하석진이 남규리의 상대역으로 출연하였다.
후속곡인 《그래도 좋아》의 뮤직 비디오는 남규리의 커트머리 변신 장면으로 화제를 불러일으켰다.

## 순위 및 수상 기록
- SBS 《인기가요》 "뮤티즌 송"
  - 2008년 1월 20일 수상 - 《슬픈 발걸음》

- Mnet 《M! Countdown》
  - 2008년 1월 31일 1위 - 《슬픈 발걸음》

## 판매량
| 기준       | 판매량 | 누적 판매량 | 순위       |
| ---------- | ------ | ----------- | ---------- |
| 2008년 1월 | 16,958 | 16,958      | 3          |
| 2월        | 3,222  | 20,180      | 13         |
| 3월 ~ 6월  | 2,172  | 22,352      | 50위 권 밖 |
| 누적       | 22,352 | 22,352      | -          |

## 곡 목록
| #   | 제목                  | 작사           | 작곡           | 재생 시간 |
| --- | --------------------- | -------------- | -------------- | --------- |
| 1.  | 슬픈 발걸음 (구두 II) | 강은경         | 박근태         | 4:30      |
| 2.  | 그래도 좋아           | 민명기         | 민명기         | 4:25      |
| 3.  | Classic               | 민명기         | 민명기         | 3:20      |
| 4.  | 연가                  | 민명기         | 민명기, 황성진 | 3:50      |
| 5.  | 미워요                | 안영민         | 조영수         | 4:20      |
| 6.  | 요즘 나는             | 김도훈, 황성진 | 김도훈         | 4:04      |
| 7.  | 깊은 밤을 날아서      | 이영훈         | 이영훈         | 2:00      |
| 8.  | 처음 그 자리에        | 한성호         | 이경섭         | 3:45      |
| 9.  | 미친 사랑의 노래      | 안영민         | 조영수         | 4:00      |
| 10. | The Day               | 민명기         | 민명기         | 4:00      |
| 11. | 정                    | 조영수         | 김현아         | 3:50      |

## 기타
- 4번째 곡인 《연가》의 원곡은 M TO M이 부른 《연가》이다.